# Ghetto di Międzyrzec Podlaski
Il ghetto di Międzyrzec Podlaski fu uno dei ghetti nazisti istituiti per il confinamento e la persecuzione della popolazione ebraica nel territorio del Governatorato Generale, nella Polonia occupata. Il ghetto fu liquidato in più fasi tra il 1942 e il 1943 come parte della Soluzione Finale, con tutti gli ebrei uccisi in massa sul posto o deportati nei campi di sterminio di Treblinka e Majdanek.

## Storia del ghetto
Alla fine del settembre 1939, durante l'invasione sovietica della Polonia, l'Armata Rossa occupò la città di Międzyrzec Podlaski. All'inizio di ottobre, l'Unione Sovietica cedette la città alla Germania come parte del Trattato di frontiera tedesco-sovietico modificato nel patto segreto Molotov-Ribbentrop contro la Polonia nel 1939. In seguito allo scambio, circa 2000 ebrei della città partirono per il territorio della Polonia annesso all'Unione Sovietica. I tedeschi istituirono un ghetto di trasferimento nello storico quartiere di Szmulowizna, dove furono confinati fino a 20000 prigionieri ebrei. Il 25-26 agosto 1942 circa 11000-12000 ebrei furono radunati dai battaglioni di polizia dell'Ordnungspolizei tra spari e urla, e poi deportati nel campo di sterminio di Treblinka.
La successiva azione di sterminio di massa ebbe luogo intorno all'ottobre e al novembre 1942. La perquisizione delle giovani donne ebree fu introdotta dall'Oberleutnant Hartwig Gnade prima delle esecuzioni chiamate azioni di "rastrellamento". Un sergente in seguito disse:"Devo dire che il tenente Gnade mi ha dato l'impressione che l'intera faccenda gli offrisse un grande piacere".
L'ondata di uccisioni di massa durata ininterrottamente per diversi giorni fu condotta dal battaglione Trawniki di circa 350-400 uomini, mentre i tedeschi del parallelo battaglione di polizia di riserva 101 dell'Ordnungspolizei di Amburgo si occuparono delle migliaia di abitanti del ghetto.
Il 17 luglio 1943 il ghetto fu liquidato, tutti gli ebrei rimasti furono deportati nei campi di sterminio di Treblinka e Majdanek; in quel momento gli ultimi 160-200 residenti furono fucilati e la città fu ufficialmente dichiarata libera dagli ebrei: meno dell'1% della popolazione ebraica della città sopravvisse all'occupazione tedesca.

## Fuga e salvataggio
Il cittadino ebreo Sender Dyszel che riuscì a sfuggire alle sparatorie a Międzyrzec fu salvato da Franciszka Abramowicz, poi insignita del titolo di Giusta tra le nazioni: gli portò del cibo nella foresta dove era nascosto, finché non sarebbe potuto tornare da lei più tardi. Dyszel emigrò in Argentina dopo il 1947.